# Classe LDM 400
A classe LDM 400 foi uma classe de lanchas de desembarque médias (LDM), ao serviço da Marinha Portuguesa, a partir de 1964.
As embarcações da classe foram construídas em Portugal.
As LDM 400 foram empregues no Guerra do Ultramar, sobretudo no teatro de operações da Guiné Portuguesa, território este, quase todo coberto por rios e terrenos alagados. As LDP eram usadas tanto em missões de combate - como patrulhamento, escolta de embarcações civis e desembarque de fuzileiros - como em missões de reabastecimento logístico - em proveito de unidades da Marinha, de unidades do Exército e, mesmo, de populações civis.
Algumas embarcações mantiveram-se ao serviço depois do final da Guerra do Ultramar, quer armadas - ao serviço do Corpo de Fuzileiros e de outras unidades militares -, quer desarmadas, transformadas em unidades auxiliares da Marinha (UAM).

## Unidades
| Unidades na classe | Unidades na classe | Unidades na classe | Unidades na classe |
| Número de amura    | Nome               | Comissão           | Observações |
| ------------------ | ------------------ | ------------------ | --- |
| LDM 401            | LDM 401            | 1964 - ?           | |
| LDM 402            | LDM 402            | ? - ?              | |
| LDM 403            | LDM 403            | ? - ?              | |
| LDM 404            | LDM 404            | ? - ?              | |
| LDM 405            | LDM 405            | ? - ?              | |
| LDM 406            | LDM 406            | ? - ?              | |
| LDM 407            | LDM 407            | ? - ?              | |
| LDM 408            | LDM 408            | ? - ?              | |
| LDM 409            | LDM 409            | ? - ?              | |
| LDM 410            | LDM 410            | 1971 - ?           | Entrou ao serviço na Guiné no ano de 1971. Tripulação 6 homens; 1 cabo manobra, 1 rádio telegrafista, dois condutores de máquinas e dois artilheiros. |
| LDM 411            | LDM 411            | ? - ?              | |
| LDM 412            | LDM 412            | ? - ?              | |
| LDM 413            | LDM 413            | ? - ?              | |
| LDM 414            | LDM 414            | ? - ?              | |
| LDM 415            | LDM 415            | ? - ?              | |
| LDM 416            | LDM 416            | ? - ?              | |
| LDM 417            | LDM 417            | ? - ?              | |
| LDM 418            | LDM 418            | ? - ?              | |
| LDM 419            | LDM 419            | ? - ?              | |
| LDM 420            | LDM 420            | ? - ?              | |
| LDM 421            | LDM 421            | ? - ?              | |
| LDM 422            | LDM 422            | ? - ?              | |
| LDM 423            | LDM 423            | ? - ?              | |
| LDM 424            | LDM 424            | 1975 - ?           | |
| LDM 425            | LDM 425            | ? -                | |
| LDM 426            | LDM 426            | ? -                | Operada pelo Exército para apoio de transportes das instalações militares de S. Jacinto                                                               |